# Cryptophyllaspis elongata
Cryptophyllaspis elongata är en insektsart som först beskrevs av Green 1905.  Cryptophyllaspis elongata ingår i släktet Cryptophyllaspis och familjen pansarsköldlöss.
Artens utbredningsområde är Sri Lanka. Inga underarter finns listade i Catalogue of Life.